# Джон Утака
Джон Утака (англ. John Utaka, нар. 8 січня 1982) — нігерійський футболіст, нападник.
Відомий за виступами за єгипетські клуби «Ель Мокаволун аль-Араб» та «Ісмайлі», французькі «Ланс», «Ренн» та «Монпельє», англійський клуб «Портсмут», турецький «Сівасспор», а також національну збірну Нігерії.
Чемпіон Франції та Єгипту. Володар Кубка Англії та Кубка Єгипту.

## Клубна кар'єра
У дорослому футболі дебютував 1997 року виступами за команду клубу «Енугу Рейнджерс», в якій провів лише один сезон.
Згодом з 1998 по 2000 рік грав у єгипетського клубі «Ель Мокаволун аль-Араб», у складі якого став володарем Кубку Єгипту. З 2000 по 2001 рік грав у іншому клубі з Єгипту «Ісмайлі», у складі якого став чемпіоном Єгипту сезону 2000—2001 років. У 2001—2002 роках грав у складі катарського клубу «Аль-Садд».
Своєю грою за останню команду привернув увагу представників тренерського штабу клубу «Ланс», до складу якого приєднався 2002 року. Відіграв за команду з Ланса наступні три сезони своєї ігрової кар'єри. Більшість часу, проведеного у складі «Ланса», був основним гравцем атакувальної ланки команди.
Протягом 2005—2007 років захищав кольори команди клубу «Ренн».
2007 року уклав контракт з клубом «Портсмут», у складі якого провів наступні чотири роки своєї кар'єри гравця. Граючи у складі «Портсмута» також здебільшого виходив на поле в основному складі команди. У 2008 році став у складі клубу володарем Кубка Англії.
Протягом 2011—2013 років захищав кольори команди клубу «Монпельє», у складі якого став чемпіоном Франції в сезоні 2011—2012 років.
До складу клубу «Сівасспор» приєднався 2013 року. за 2 роки відіграв за сіваську команду 47 матчів у національному чемпіонаті, в яких відзначився 12 разів.
З початку 2016 року Джон Утака повернувся до Єгипту, де грав за клуби «Ногум Ель-Мостакбаль» та «Асуан». У середині 2017 року він став гравцем французького клубу «Седан», у складі якого грав до кінця 2018 року.

## Виступи за збірну
2002 року дебютував в офіційних матчах у складі національної збірної Нігерії. Наразі провів у формі головної команди країни 47 матчів, забивши 6 голів.
У складі збірної був учасником чемпіонату світу 2002 року в Японії і Південній Кореї, Кубка африканських націй 2004 року у Тунісі, на якому команда здобула бронзові нагороди, Кубка африканських націй 2006 року в Єгипті, на якому команда здобула бронзові нагороди, Кубка африканських націй 2008 року у Гані, чемпіонату світу 2010 року у ПАР.

## Цікавий факт
Його рідний брат Пітер Утака також є професійним футболістом.

## Титули і досягнення
- Чемпіон Франції (1):

«Монпельє»: 2011-12
- Володар Кубка Англії (1):

«Портсмут»: 2007-08
- Чемпіон Єгипту (1):

«Ісмайлі»: 2000–01
- Володар Кубка Єгипту (1):

«Ель Мокаволун аль-Араб»: 1999—2000
- Бронзовий призер Кубка африканських націй: 2004, 2006
- Найкращий бомбардир чемпіонату Єгипту з футболу: 1999—2000